# Cithaeron indicus
Cithaeron indicus is een spinnensoort uit de familie Cithaeronidae. De soort komt voor in India.